# Lind (Zirndorf)

Lind Glockenturm

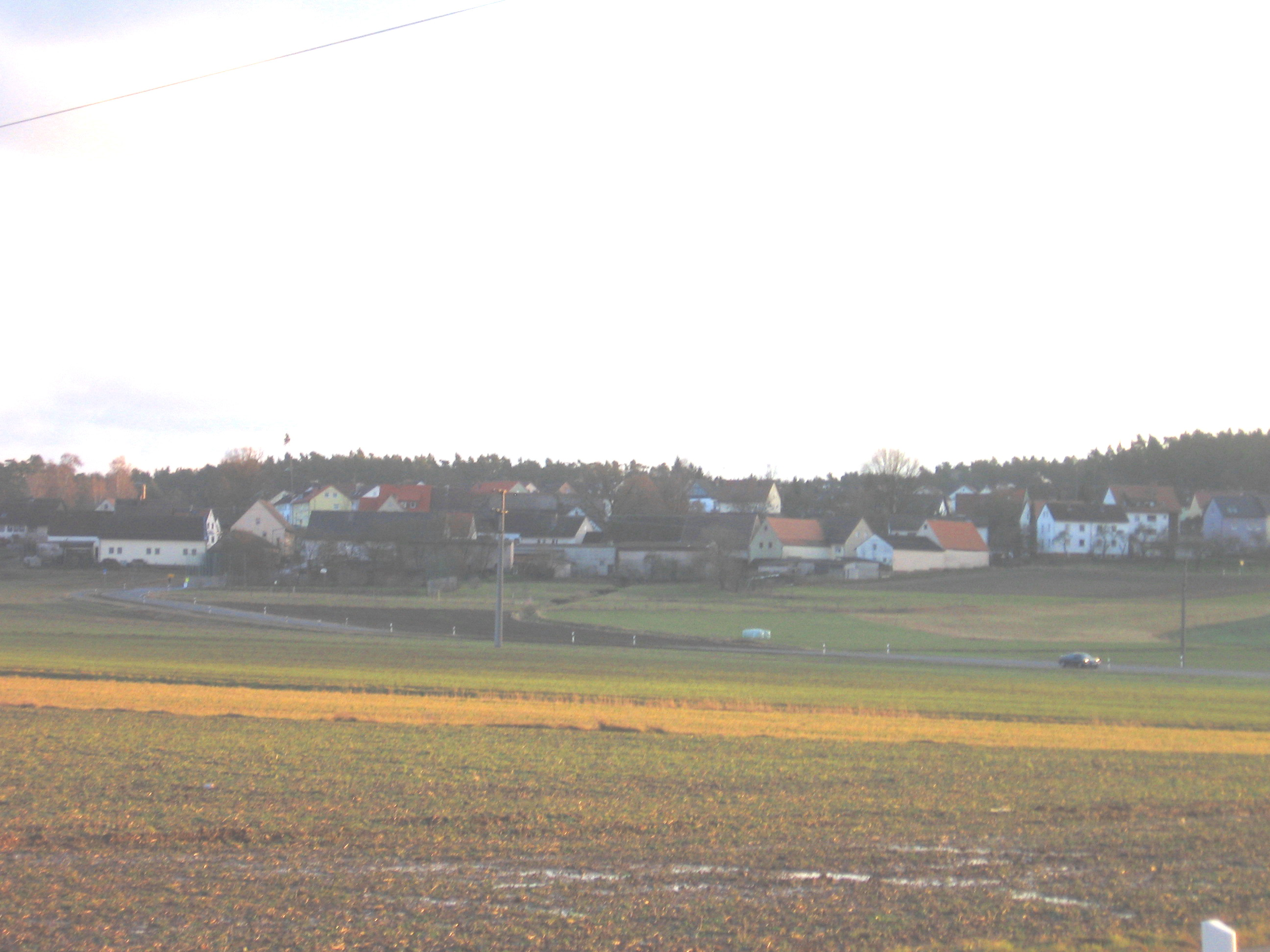
Lind Panorama Nord

Lind ([lɪnt] ⓘ) ist ein Gemeindeteil der Stadt Zirndorf im Landkreis Fürth (Mittelfranken, Bayern). Lind liegt in der Gemarkung Leichendorf.

## Geographie
Südlich des Dorfes grenzt ein kleines Waldgebiet an, ansonsten ist der Ort von Acker- und Grünland umgeben. Im Westen erhebt sich der Linder Buck, im Südwesten der Eichelberg. Die Kreisstraße FÜ 14 führt nach Anwanden (1,6 km südlich) bzw. die Staatsstraße 2245 kreuzend nach Leichendorf (1,4 km nördlich). Gemeindeverbindungsstraßen führen nach Oberasbach (1,4 km östlich), nach Rehdorf (1,4 km südöstlich) und die Staatsstraße 2245 kreuzend nach Wintersdorf (1,8 km nördlich).
Die so genannten „Linder Gruben“ sind ein Naturschutzgebiet, die eigenartigen Mulden, oberhalb der Ortsverbindungsstraße Lind-Wintersdorf sind im Frühjahr völlig mit Leberblümchen bedeckt.

## Geschichte
1372 wurde der Ort als „Lynde“ erstmals urkundlich erwähnt, als Kaiser Karl IV. den Nürnberger Bürger Ulrich Strohmayr mit einem Hof belehnte. Der Ortsname leitet sich von der Pflanzengattung Linde ab. Im Salbuch des Klosters Heilsbronn von 1402 wurde der Ort als „Linden“ erwähnt. 1413 wurde „Linth“ in den Unterlagen des Richteramts Roßtal aufgeführt. Lind gehörte 1430 zur Pfarrei Roßtal. Wie die Einwohner des Nachbarorts Anwanden lieferten die Lindner den Getreidezehnt an den Domkapitel in Eichstätt, obwohl ihr Dorf bereits kirchlich zu Zirndorf zählte. Zirndorf ist 1555 trotz Reformation noch Eigenkirche von Eichstätt.
Die meisten Dörfer in der unmittelbaren Umgebung zur Alten Veste werden 1632 im Dreißigjährigen Krieg von den Truppen Wallensteins bei deren Rückzug zerstört. Lind wurde völlig zerstört und war lange verödet. In den Jahren 1681 und 1695 wurde erstmals wieder über Bauern, einen Conrad Peter und einen Erhard Lämmermann, berichtet.
Gegen Ende des 18. Jahrhunderts bestand Lind aus 5 Anwesen. Das Hochgericht übte das brandenburg-ansbachische Richteramt Roßtal aus. Grundherren waren die Mendelsche Zwölfbrüderhausstiftung der Reichsstadt Nürnberg (2 Halbhöfe) und Nürnberger Eigenherren: von Pömer (1 Hof, 1 Gut), von Welser (1 Hof). Die Dorf- und Gemeindeherrschaft wurde von den Grundherren ganerblich ausgeübt. 1801 gab es im Ort weiterhin fünf Anwesen, die alle nürnbergisch waren.
Von 1797 bis 1808 unterstand der Ort dem Justiz- und Kammeramt Cadolzburg. Im Rahmen des Gemeindeedikts wurde Lind dem 1808 gebildeten Steuerdistrikt Leichendorf zugeordnet. Es gehörte auch der im selben Jahr gegründeten Ruralgemeinde Leichendorf an. Ein Anwesen unterstand in der freiwilligen Gerichtsbarkeit von 1821 bis 1835 dem Patrimonialgericht Groß- und Kleingeschaidt.
1894 wurde die Freiwillige Feuerwehr Anwanden-Lind gegründet. 1957 legte die Gemeinde Leichendorf in Lind einen gemeindeeigenen Friedhof mit Leichenhalle, Gedächtnisstätte und Glockenturm, dem „Wahrzeichen von Lind“, an.
Im Rahmen der Gebietsreform in Bayern wurde Lind am 1. Januar 1976 nach Zirndorf eingemeindet.
Das neue Feuerwehrhaus wird 1979 eingeweiht, daneben wurde 1984 ein Biotop angelegt.

### Baudenkmäler
- Haus Nr. 1: erdgeschossiges Wohnstallhaus, massiv; Mitte des 18. Jahrhunderts; zur Straße nördliche Erdgeschosshälfte und Giebel mit Fachwerk; zugehörige Scheune des frühen 19. Jahrhunderts aus Sandsteinquadern; Hofgiebel mit einfachem Fachwerk, Nordgiebel verbrettert[10]
- Grenzsteine[11]

### Einwohnerentwicklung
| Jahr      | 001818 | 001840 | 001861 | 001871 | 001885 | 001900 | 001925 | 001950 | 001961 | 001970 | 001987 | 002007 |
| Einwohner | 40     | 40     | 41     | 42     | 43     | 47     | 50     | 79     | 251    | 366    | 623    | 619    |
| Häuser    | 6      | 7      |        |        | 8      | 8      | 8      | 9      | 41     |        | 162    |        |
| Quelle    | [ 13 ] | [ 14 ] | [ 15 ] | [ 16 ] | [ 17 ] | [ 18 ] | [ 19 ] | [ 20 ] | [ 21 ] | [ 22 ] | [ 23 ] |        |

## Religion
Der Ort ist seit der Reformation evangelisch-lutherisch geprägt und bis heute nach St. Rochus (Zirndorf) gepfarrt. Die Einwohner römisch-katholischer Konfession sind nach St. Josef (Zirndorf) gepfarrt.

## Brauchtum
Jeweils am letzten Wochenende im Monat Juni ist in Lind Kärwa. Es handelt sich um eine traditionelle fränkische Kirchweih mit Bierzelt, Baumaufstellen, Schieß- und Süßigkeitenbude, Schiffschaukel und Kinderkarussell.